# Артющенко
Артющенко — посёлок в Темрюкском районе Краснодарского края. Входит в состав Новотаманского сельского поселения.

## История
На территории посёлка находится Соленое озёро, которое от Чёрного моря отделено песчаной косой не шире 100 метров.
Когда в летние месяцы озеро пересыхает, поверхность устилает чистая крупная соль. Под слоем соли — чёрный, как смоль, ил — пластичный на ощупь, с запахом сероводорода. Грязь на протяжении веков медленно формирует дно — накапливает свою лечебную энергию.
Любопытный случай описал И. Д. Попка в книге «Черноморские казаки» (1858 г.): «Осаживающийся на дне Тузловского соляного озера ил рыхлый и пушистый, как сажа, подобно Сакским грязям в Крыму. Один внутренний неслужащий казак, много лет страдавший ломотой в берцовых костях и колючим ревматизмом в подошвах ног, был в наряде для выноски соли из озера. В течение недели, что он открытыми ногами бродил по озеру, болезнь его совершенно прошла». Надо полагать, что этот описываемый случай был не единственным, потому что лечебные возможности таманско-тузлянских природных залежей были оценены и на официальном уровне. В 1911 году здесь при поддержке Начальника Кубанской области и Наказного атамана Кубанского казачьего войска генерала М. П. Бабича была открыта Тузлянская казачья грязелечебница на 60 коек. 

## Население
| 2002 | 2010 |
| ---- | ---- |
| 90   | →90  |

## Улицы
| - ул. 8 Гвардейская, - ул. Виноградная, - ул. Восточная, - ул. ул Гаражная, - ул. Западная, - ул. Заречная, - ул. Зелёная, - ул. Золотая, - ул. Каминского, - ул. Красноармейская, - ул. Краснодарская, | - ул. Крымская, - ул. Кубанская, - ул. Маяковского, - ул. Молодёжная, - ул. Новая, - ул. Олимпийская, - ул. Ореховая, - ул. Пионерская, - ул. Пролетарская, - ул. Садовая, - ул. Советская. - ул. Черноморская |